# یوبی، سنگاپور
یوبی، سنگاپور (به لاتین: Ubi, Singapore) یک منطقهٔ مسکونی در سنگاپور است.